# کیروین (وایومینگ)
کیروین (به انگلیسی: Kirwin) یک منطقهٔ مسکونی در ایالات متحده آمریکا است که در شهرستان پارک، وایومینگ قرار دارد.